# North El Monte
North El Monte est une census-designated place de Californie située dans le comté de Los Angeles. La population s'élevait à 3 703 habitants lors du recensement américain de 2000.